# Sharon
Sharon je ženské či mužské křestní jméno. Jméno je hebrejského původu, šaron = rovina. Kořen slova není v hebrejštině doložen, odvozuje se z jiných semitských jazyků. (zdroj: Jan Heller: Výkladový slovník biblických jmen, str. 468, ISBN 80-7172-865-9)

## Známé nositelky jména
- Sharon Stone – americká herečka
- Shari Belafonte – německá herečka
- Sharon Creech – americká spisovatelka
- Sharon Osbourne – americká moderátorka
- Sharon den Adel – holandská zpěvačka
- Sharon Bezaly – izraelská flétnistka
- Sharon Case – americká herečka
- Sharon Turner – britská spisovatelka

## Známí nositelé jména
- Ariel Šaron – izraelský premiér